# Liberec Open 2024 - Doppio
Il doppio del torneo di tennis professionistico Liberec Open 2024, facente parte della categoria Challenger 125 nell'ambito dell'ATP Challenger Tour 2024, si è giocato dal 29 luglio al 4 agosto a Liberec, in Repubblica Ceca. Tra le coppie partecipanti erano assenti Petr Nouza e Andrew Paulson, i detentori del titolo.
In finale Jonáš Forejtek e Michael Vrbenský hanno sconfitto Miloš Karol e Tomáš Láník con il punteggio di 7–5, 6(5)–7, [10–4].

## Teste di serie
1. Manuel Guinard /  Vitaliy Sachko (quarti di finale)
2. Luís Britto /  Roy Stepanov (primo turno)

1. Ignacio Carou /  Bruno Pujol Navarro (primo turno)
2. Siddhant Banthia /  Courtney John Lock (primo turno)

## Wildcard
1. Jonáš Kučera /  Lubomír Majšajdr (primo turno)

1. Petr Brunclík /  Matyáš Černý (primo turno)

## Alternate
1. Jakub Nicod /  Jelle Sels (semifinale)

1. Jiří Barnat /  Filip Duda (semifinale)

## Ranking protetto
1. Blake Bayldon /  Mats Hermans (quarti di finale)

## Tabellone

### Legenda
| - Q = Qualificato - WC = Wild card - LL = Lucky loser | - ALT = Alternate - SE = Special Exempt - PR = Protected Ranking | - w/o = Walkover - r = Ritirato - d = Squalificato |

|  | Primo turno | Primo turno                         | Primo turno                         | Primo turno | Primo turno |  |  | Quarti di finale | Quarti di finale               | Quarti di finale               | Quarti di finale | Quarti di finale |   |      | Semifinali | Semifinali              | Semifinali      | Semifinali                      | Semifinali |    |      | Finale | Finale | Finale | Finale | Finale |  |
|  |             |                                     |                                     |             |             |  |  |                  |                                |                                |                  |                  |   |      |            |                         |                 |                                 |            |    |      |        |        |        |        |        |  |
|  | 1           | M Guinard V Sachko                  | M Guinard V Sachko                  | 6           | 6           |  |  |                  |                                |                                |                  |                  |   |      |            |                         |                 |                                 |            |    |      |        |        |        |        |        |  |
|  |             | D Jordá Sanchís S Rodríguez Taverna | D Jordá Sanchís S Rodríguez Taverna | 3           | 4           |  |  | 1                | M Guinard V Sachko             | 5                              | 6                | [10]             |   |      |            |                         |                 |                                 |            |    |      |        |        |        |        |        |  |
|  | Alt         | J Barnat F Duda                     | 7                                   | 63          | [10]        |  |  | Alt              | J Barnat F Duda                | 7                              | 3                | [12]             |   |      |            |                         |                 |                                 |            |    |      |        |        |        |        |        |  |
|  |             | R Jebavý J Veselý                   | 64                                  | 7           | [8]         |  |  |                  |                                |                                |                  |                  |   |      | Alt        | J Barnat F Duda         | J Barnat F Duda | 3                               | 2          |    |      |        |        |        |        |        |  |
|  | 4           | S Banthia C Lock                    | 2                                   | 7           | [8]         |  |  |                  |                                |                                | M Karol T Láník  | M Karol T Láník  | 6 | 6    |            |                         |                 |                                 |            |    |      |        |        |        |        |        |  |
|  |             | N Sánchez Izquierdo C Taberner      | 6                                   | 65          | [10]        |  |  |                  | N Sánchez Izquierdo C Taberner | N Sánchez Izquierdo C Taberner | 4                | 63               |   |      |            |                         |                 |                                 |            |    |      |        |        |        |        |        |  |
|  |             | M Karol T Láník                     | M Karol T Láník                     | 6           | 7           |  |  |                  | M Karol T Láník                | M Karol T Láník                | 6                | 7                |   |      |            |                         |                 |                                 |            |    |      |        |        |        |        |        |  |
|  | WC          | J Kučera L Majšajdr                 | J Kučera L Majšajdr                 | 0           | 5           |  |  |                  |                                |                                |                  |                  |   |      |            | Miloš Karol Tomáš Láník | 5               | 7                               | [4]        |    |      |        |        |        |        |        |  |
|  | WC          | P Brunclík M Černý                  | 7                                   | 3           | [3]         |  |  |                  |                                |                                |                  |                  |   |      |            |                         |                 | Jonáš Forejtek Michael Vrbenský | 7          | 65 | [10] |        |        |        |        |        |  |
|  |             | E Kırkın M Vocel                    | 5                                   | 6           | [10]        |  |  |                  | E Kırkın M Vocel               | E Kırkın M Vocel               | 3                | 4                |   |      |            |                         |                 |                                 |            |    |      |        |        |        |        |        |  |
|  |             | J Forejtek M Vrbenský               | J Forejtek M Vrbenský               | 7           | 6           |  |  |                  | J Forejtek M Vrbenský          | J Forejtek M Vrbenský          | 6                | 6                |   |      |            |                         |                 |                                 |            |    |      |        |        |        |        |        |  |
|  | 3           | I Carou B Pujol Navarro             | I Carou B Pujol Navarro             | 5           | 1           |  |  |                  |                                |                                |                  |                  |   |      |            | J Forejtek M Vrbenský   | 1               | 6                               | [12]       |    |      |        |        |        |        |        |  |
|  |             | N Oberleitner JJ Schwärzler         | 7                                   | 2           | [7]         |  |  |                  |                                | Alt                            | J Nicod J Sels   | 6                | 3 | [10] |            |                         |                 |                                 |            |    |      |        |        |        |        |        |  |
|  | Alt         | J Nicod J Sels                      | 65                                  | 6           | [10]        |  |  | Alt              | J Nicod J Sels                 | J Nicod J Sels                 | 6                | 6                |   |      |            |                         |                 |                                 |            |    |      |        |        |        |        |        |  |
|  | PR'         | B Bayldon M Hermans                 | 4                                   | 6           | [12]        |  |  | PR               | B Bayldon M Hermans            | B Bayldon M Hermans            | 1                | 4                |   |      |            |                         |                 |                                 |            |    |      |        |        |        |        |        |  |
|  | 2           | L Britto R Stepanov                 | 6                                   | 1           | [10]        |  |  |                  |                                |                                |                  |                  |   |      |            |                         |                 |                                 |            |    |      |        |        |        |        |        |  |